# Eletro-hidrodinâmica
Eletro-hidrodinâmica ou eletroidrodinâmica (EHD), também conhecido como eletrofluidodinâmica (EFD) ou eletrocinética, é o estudo da dinâmica de fluidos eletricamente carregados. É o estudo dos movimentos de partículas ou moléculas ionizadas  e suas interações com os campos elétricos e o fluido circundante. O termo pode ser considerado sinônimo de, ao invés de elaborar hidrodinâmica eletrostrictiva. A hidrodinâmica eletrostrictiva abrange os seguintes tipos de partículas e de mecanismos de transporte de fluidos: eletroforese, eletrocinese, dieletroforese, a eletro-osmose, e eletrorrotação. Em geral, os fenômenos se relacionam com a conversão direta de energia elétrica em energia cinética, e vice-versa.
Em primeira instância, em forma de campo eletrostático (ESF) cria pressão hidrostática (HSP, ou de movimento) no meios dielétricos. Quando tais meios são fluidos, um fluxo é produzido. Se o dielétrico é um vácuo ou um sólido, fluxo não é produzido. Tal fluxo pode ser dirigido contra os eletrodos, geralmente para mover os eletrodos. Em tal caso, o movimento da estrutura funciona como um motor elétrico. Os campos práticos de interesse da EHD  são dispositivo ionizador de ar comuns, propulsores eletro-hidrodinâmicos e sistemas de campo eletrostático de refrigeração.
Na segunda instância, o inverso acontece. Um fluxo energizado de meio dentro de um campo eletrostático moldado adiciona energia ao sistema, o qual é captado como uma diferença de potencial através de eletrodos. Em tal caso, a estrutura funciona como um gerador elétrico.

## Eletrocinese
Eletrocinese é as partículas ou fluidos de transporte produzidos por um campo elétrico agindo em um fluido de ter uma taxa móvel de carga. Eletrocinese foi observada pela primeira vez por Fernando Frederic Reuss no ano de 1808, na eletroforese partículas de barro  , O efeito foi também notado e publicado em 1920 por Thomas Townsend Brown, ao qual ele chamou de a efeito de Biefeld–Brown , embora ele parece ter identificado erroneamente como um campo elétrico agindo sobre a gravidade. A taxa de fluxo em tal mecanismo é linear, o campo elétrico. Eletrocinese é de considerável importância prática em microfluidos, porque ela oferece uma maneira de manipular e transmitir fluidos em microssistemas usando apenas campos elétricos, sem partes móveis.
A força que age sobre o fluido, é dada pela equação
{\displaystyle F={\frac {Id}{k}}}
onde, {\displaystyle F} é a força resultante, medida em newtons, {\displaystyle I} é a corrente, medida em ampères, {\displaystyle d} é a distância entre os eletrodos, medida em metros, e {\displaystyle k}é o íon coeficiente de mobilidade do fluido dielétrico, medido em m2/(V·s).
Se os eletrodos estão livres para se mover dentro do fluido, enquanto mantém uma distância fixa um dos outros, então tal força realmente impulsionará os eletrodos em relação ao fluido.
Eletrocinese também tem sido observada em biologia, onde foi visto causar danos físicos em neurônios por incitar o movimento em suas membranas. Isto foi discutido na R.J.Elul's "Fixed charge in the cell membrane" (1967).

## Eletrocinética da Água
Em outubro de 2003, o Dr. Daniel Kwok, Dr. Larry Kostiuk e dois estudantes de pós-graduação da Universidade de Alberta discutiram um método de hidrodinâmica para conversão de energia elétrica através da exploração natural propriedades eletrocinético de um líquido, tal como ordinária água da torneira, através do bombeamento de fluidos através de pequenas micro-canais com uma diferença de pressão. Esta tecnologia poderia algum dia fornecer uma forma prática e limpa de energia do dispositivo de armazenamento, substituindo de baterias atuais para dispositivos, como celulares ou calculadoras que seriam carregados por simplesmente de bombeamento de água por alta pressão. A pressão, então, seria solta em demanda, para o fluxo de fluido por micro-canais. Quando a água viaja sobre uma superfície, os íons de que a água é feita "esfrega" contra o sólido, deixando a superfície ligeiramente carregada. A energia cinética do movimento de íons seria, assim, convertida em energia elétrica. Embora a energia gerada a partir de um único canal é extremamente pequena, milhões de  micro-canais paralelos podem ser usados para aumentar a potência de saída. Este potencial de transmissão, o fenômeno de fluxo de água, foi descoberto em 1859, pelo físico alemão Georg Hermann Quincke. 

## Instabilidades eletrocinéticas

Os círculos escuros são micro-pilares formados por uma instabilidade eletro-hidrodinâmica em uma fina película de polímero. Os pilares foram criados por meio de revestimento rotativo de um polímero líquido em um eletrodo para ser usado em um capacitor de placa paralela.

O líquido flui em dispositivos microfluídicos e nanofluídicos são normalmente estáveis e fortemente amortecidas por forças viscosas (com número de Reynolds da ordem de unidade ou menor). Entretanto, campos de condutividade iônica heterogênea na presença de campos elétricos podem, sob certas condições, gerar um fluxo instável de campo, devido à instabilidades eletrocinéticas (EKI). Os gradientes de condutividade são predominantes nos processos eletrocinéticos no chip, como os métodos de pré-concentração (por exemplo, empilhamento de amostra amplificado em campo e focalização isoelétrica ), ensaios multidimensionais e sistemas com química de amostra pouco especificada. A dinâmica e a morfologia periódica das instabilidades eletrocinéticas são similares a outros sistemas de instabilidades de Rayleigh–Taylor. O caso particular de uma geometria de plano de plataforma com injeção de íons homogêneos no lado inferior leva a um quadro matemático idêntico a  convecção de Rayleigh–Bénard.
As instabilidades eletrocinéticas podem ser equlibradas  por uma mistura rápida ou, pode provocar a dispersão indesejável na injeção, separação e empilhamento da amostra. Estas instabilidades são causados por um acoplamento de campos elétricos e gradientes de condutividade iônica que resultam em uma força elétrica do corpo. Este acoplamento resulta em uma força do corpo elétrico no líquido a granel, fora da dupla camada elétrica, que pode gerar instabilidades de fluxo temporais, convectivas e absolutas. Fluxos eletrocinéticos com gradientes de condutividade tornam-se instáveis quando o alongamento eletroviscoso e o dobramento de interfaces de condutividade crescem mais rapidamente que o efeito dissipativo da difusão molecular..
Como esses fluxos são caracterizados por baixas velocidades e pequenas escalas de comprimento, o número de Reynolds é inferior a 0,01 e o fluxo é laminar. O início da instabilidade nesses fluxos é melhor descrito como um "número de Rayleigh" elétrico.

## Miscelânea
Os líquidos podem ser impressos em escala nanométrica por pyro-EHD.